# Cinema tedesco d'avanguardia

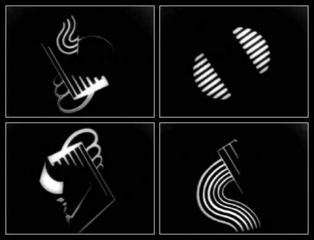
Diagonal-Symphonie, film astratto di Viking Eggeling, 1923

Il cinema tedesco d'avanguardia è quel periodo della storia del cinema tedesco che ebbe luogo nell'epoca del muto, durante gli anni Venti, con strascichi anche nei due decenni successivi.
La cultura tedesca dell'epoca rifletteva la grande crisi economica, sociale e politica, creando mondi di sogno (per evadere) o, più spesso, d'incubo. L'elemento chiave per i registi tedeschi non era il montaggio, come per i russi e in parte per i francesi, ma piuttosto la singola inquadratura, che veniva composta come un vero e proprio quadro, chiuso su se stesso in maniera da arrivare ad essere angosciante. Inoltre venne sviluppato il movimento della cinepresa, finora usato in maniera molto limitata, che diventa uno strumento per studiare i personaggi e l'ambiente.
A differenza degli esperimenti cinematografici in altri paesi, in Germania i film delle nuove correnti, almeno quelle narrative (soprattutto dell'Espressionismo), ebbero anche un notevole successo di pubblico.

## Storia
Negli anni Venti la Germania era devastata dalla sconfitta della prima guerra mondiale, in piena crisi post-bellica causata dagli enormi debiti di guerra vantati da Francia e Gran Bretagna. Ciò causò una delle più gravi crisi da inflazione della storia, che ebbe il culmine nel settembre 1923 quando il valore di un dollaro era scambiato per sei miliardi di marchi. Le continue speculazioni, i fallimenti e la disoccupazione portarono smarrimento e caos in tutto il paese, con le famiglie borghesi e operai ormai ridotte alla fame e senza casa. Nella confusione generale tutto si scambiava a mercato nero, proliferavano la prostituzione e le case da gioco. I generi di prima necessità aumentavano di prezzo anche più volte nella stessa giornata, mentre i salari perdevano di valore prima ancora di essere spesi. A questa situazione si cercò di far fronte creando grandi sale riscaldate, a cura delle amministrazioni locali, dove le persone in disgrazia potessero passare la giornata, mangiare un piatto di minestra e poi tornare nelle proprie case, chi ne aveva.
Questo desolante quadro sociale non poteva non riflettersi nella cultura e nell'arte dell'epoca, ma già prima della guerra erano esistiti alcuni fermenti rinnovatori, con movimenti pittorici quali l'astrattismo e l'espressionismo, interessati alla distruzione o alla deformazione dello spazio e della figura umana.

## Cinema astratto
Il cinema astratto fu un movimento trasversale in più paesi europei, ma ebbe il nucleo più consistente tra i cineasti tedeschi. Le idee dell'Astrattismo applicate al cinema crearono un ritmo visivo senza immagini, alla ricerca di un cinema puro composto solo da linee e figure geometriche. Tra i principali esponenti vi furono il pittore Viking Eggeling, Hans Richter, Marcel Duchamp e, come ponte di mezzo tra astrattismo e figurativo, Walter Ruttmann.

## Espressionismo

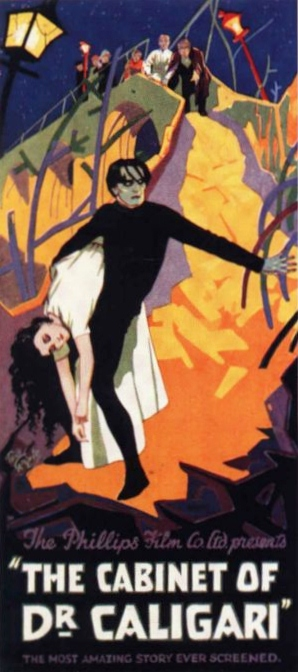
Un manifesto per Il gabinetto del dottor Caligari (1919)

Nel cinema i confini dell'espressionismo sono molto controversi: alcuni indicano come espressionista tutta la cinematografia tedesca non tradizionale fino al 1933 (escluso il cinema astratto). Altri, come la storica Lotte Eisner, hanno scavato più in profondità schematizzando con più accuratezza le numerose tendenze cinematografiche di quel periodo, arrivando a individuare almeno tre tipologie principali: l'espressionismo vero e proprio, il Kammerspiel e la Nuova oggettività. 
Secondo questa impostazione arriva a esistere un solo film espressionista puro, vero e proprio manifesto paradigmatico, ed è Il gabinetto del dottor Caligari di Robert Wiene (1919). Tratti espressionisti si ritroverebbero poi, più o meno evidenti, in una serie di altri film. Secondo altri invece l'espressionismo è uno stile più diffuso, che caratterizza film molto diversi tra loro, come anche le opere di Murnau, Lang, Pabst, ecc.

## Il Kammerspiel
Il cinema Kammerspiel pone un forte accento sul primo piano e sulla percezione delle sfumature nelle emozioni dei protagonisti. Molto diversa dall'espressionismo è anche la tecnica cinematografica: la cinepresa è straordinariamente mobile, arriva fino a pedinare i personaggi come se li perseguitasse per mostrarli sempre da vicino. Ma l'osservazione del cinema Kammerspiel non è mai emotiva, anzi è come distaccata, rigorosa, scientifica, e assomiglia a una lente d'ingrandimento di un entomologo che studia gli insetti. In questo senso il Kammespiel fu il primo modo di fare cinema che impostava tutto sul rapporto fra attore e cinepresa. 
Tra i maggiori autori del cinema Kammerspiel ci furono il rumeno emigrato in Germania Lupu Pick, G.W. Pabst e il grande maestro Friedrich Wilhelm Murnau, che fu una figura di unione tra espressionismo e Kammerspiel.

## La Nuova oggettività
La Nuova oggettività, detta anche nuovo realismo, fu la corrente che più si focalizzò sulla descrizione e la documentazione di quel difficile periodo della storia tedesca, narrando le storie disperate degli individui. Piel Jutzi ad esempio mescolò scene vere di documentario con scene di finzione (Il viaggio di mamma Krausens verso la felicità, 1929, o Nostro pane quotidiano, 1929), con comparse non professioniste assieme ad attori, luoghi originali e scene di vera vita quotidiana. La mescolanza di scene prese dal vero e di finzione serviva a qualificare la storia come reale, autenticandola. Questa scelta, per la prima volta usata al cinema, venne poi ripresa e messa a frutto nel cinema successivo, divenendo uno degli input più importanti del Neorealismo italiano. 
Aderente al realismo, ma di stampo più teatrale, è l'opera del grande regista Georg Wilhelm Pabst, artefice di alcuni ritratti femminili tra più affascinanti della storia del cinema, con la "trilogia della donna perduta" (La via senza gioia, 1925, Il vaso di Pandora, 1929, e Diario di una donna perduta, 1929), che ebbe come protagoniste Asta Nielsen, una giovane Greta Garbo e soprattutto Louise Brooks, entrata col suo caschetto nero nell'immaginario collettivo.

## I grandi protagonisti

### Murnau
Friedrich Wilhelm Murnau fu una personalità poliedrica e trasversale, che difficilmente e solo a costo di forzature si inquadra in un unico stile o movimento cinematografico. La sua produzione tedesca può essere considerata come il punto intermedio fra due delle correnti più importanti dell'epoca, ovvero il cinema espressionista e il Kammerspiel. Dall'espressionismo Murnau trasse l'interesse per le storie cupe e soprannaturali, con componenti distorte e allucinatorie. L'agilità estrema della cinepresa e l'uso particolareggiato del primo piano fanno invece parte dello stile Kammerspiel.
Ma la caratteristica più peculiare del suo cinema è l'uso costante e continuo dell'inquadratura soggettiva, che segue però il punto di vista della cinepresa. In Nosferatu il vampiro per esempio la cinepresa appare quasi attratta e spaventata dal mostro, seguendolo con movimenti lentissimi e sottolineando il suo carattere soprannaturale (il muoversi senza camminare, il fuori campo come pauroso regno dell'ombra, ecc.). In questo film si notano alcune incongruenze con l'espressionismo classico di Robert Wiene: le riprese sono anche in esterno, girate con grande profondità di campo, che va ben oltre le inquadrature chiuse su sé stesse de Il gabinetto del dottor Caligari. 
L'ultima risata è un esempio estremo della disincantata analisi "da vicinissimo" del Kammerspiel, con la storia di un anziano portiere d'albergo che a causa della sua età viene degradato al lavoro più umiliante di guardiano dei cessi. La perdita del ruolo e di identità diventa così una metafora della Germania sul lastrico dopo la prima guerra mondiale. Lo stile è basato sull'uso della soggettiva, con deformazioni e distorsioni ottenute con particolari obiettivi che riescono a rendere anche il più familiare dei paesaggi come qualcosa di incerto, schiacciante, pauroso. Inoltre l'uso frequente e combinato di panoramiche, carrelli, riprese dall'alto, piani incrociati, ecc., crea un vero e proprio turbine visivo, che crea per la prima volta un vero e proprio "cinema dello sguardo", sviluppato poi dal Neorealismo e dalla Nouvelle Vague: in questo tipo di cinema la cinepresa è come un animale del set, che si muove autonomo e curioso fra i personaggi come per capire cosa succede.

### Lang
Fritz Lang, tra i più grandi maestri del cinema di tutti i tempi, fu vicino ai tre movimenti del cinema narrativo tedesco, ma anche al di fuori degli stretti confini di un singolo movimento. All'estetica espressionista si avvicina la sua prima opera, Destino del 1921. Il fosco regno della criminalità organizzata è poi rappresentato nel doppio film Il dottor Mabuse, che ebbe uno straordinario successo di pubblico con due seguiti a distanza di anni. Film-simbolo dell'identità culturale tedesca fu poi I Nibelunghi (1924), ma il suo capolavoro più noto è Metropolis, del 1926, forse il film più allucinatorio e profetico dell'epoca, basato su un originale mix tra futuro avveniristico e passato arcaico.

## Figure professionali
In questo periodo in Germania iniziano ad emergere alcune figure professionali legate al cinema, che riescono ad acquistare una popolarità e un riconoscimento artistico pari a quelli finora riservati ai soli attori e registi.
Tra questi ci sono quello dello sceneggiatore, con la figura preminente di Carl Mayer (autore di film quali Il gabinetto del dottor Caligari, L'ultima risata, La rotaia, La notte di San Silvestro o il soggetto di Berlino - Sinfonia di una grande città), oppure quello del fotografo, con artisti come Eugen Schüfftan (inventore dell'effetto Schüfftan) o Karl Freund, autore di forti contrasti tra luci e ombre, straordinarie profondità di campo, tagli di luce in angolazioni particolari, ecc. (Il Golem, L'ultimo uomo, Variété, Metropolis).
Molte di queste figure professionali in seguito emigrarono in America con l'avvento del nazismo, concentrando ad Hollywood il fiore dei professionisti cinematografici dell'epoca, da cui nacque il genere noir, il cinema poliziesco e l'uso preciso di luci e inquadrature nel cinema narrativo classico.

## Cinema e ascesa del nazismo
Siegfried Kracauer, sociologo della scuola di Francoforte, formulò l'ipotesi che esista un collegamento tra i cinema tedesco degli anni Venti, in particolare quello espressionista, e le tendenze politiche e sociologiche tedesche che permisero l'ascesa del nazismo. La grave angoscia e incertezza della popolazione durante la crisi spinse le persone a rifugiarsi in un abbandono della razionalità che si riflette nel cinema soprannaturale e demoniaco dell'epoca, dove realtà e finzione si confondono in un'unica allucinazione. Inoltre la sensazione di chiusura, oppressione, assuefazione al cupo senso del destino e del fato più crudele sembrano essere uno specchio della Germania dell'epoca sull'orlo del baratro. La domanda di Kracauer è quindi: può il cinema espressionista essere un antecedente del nazismo?
A ben guardare il cinema sotto il regime nazista fu qualcosa di ben diverso, ispirato all'esaltazione del corpo umano (mitologia della razza), con un montaggio perfetto e la cinepresa onnipresente, che dava allo spettatore la sensazione auforica di essere ovunque identificandosi magari con lo sguardo del Führer. Opere simbolo erano quelle di Leni Riefenstahl come Il trionfo della volontà (1933) e Olympia (1938). Quindi l'espressionismo non si può certo dire che fondi la mitologia nazista: se si possono trovare analogie sono limitate più che altro alle trame, al contenuto, mentre lo stile cinematografico è molto lontano. Ma comunque resta la constatazione di come un'arte di mostri e orrori, di confusione tra sogno e realtà, compaia sempre in epoche di particolare incertezza e smarrimento.

## Eredità
Il cinema muto tedesco ebbe un impatto fondamentale nella storia del cinema, anche grazie al diretto afflusso dei suoi migliori artisti a Hollywood a partire dagli anni Trenta. Molti maestri dell'epoca attinsero a piene mani dalle conquiste del cinema tedesco e molti dei suoi elementi chiave entrarono nel modo classico di filmare, caratterizzare luoghi e personaggi, generare tensione, ecc., nel cinema narrativo classico.
La più grande eredità lasciata dal cinema tedesco, da quello espressionista in particolare, grazie all'emigrazione di numerosi registi in America, viene tramandata nella cultura cinematografica d'oltreoceano, a partire dagli horror della Universal degli anni '30, passando per il cinema noir, soprattutto dei primi anni Quaranta. Film che potrebbe riunire un po' tutte queste sfumature è Lo sconosciuto del terzo piano, di Boris Ingster (1940).
L'opera di Gregg Toland, fotografo di Orson Welles, con le estreme profondità di campo e i tipici grandangoli non sarebbe immaginabile senza la lezione di Karl Freund. Così come i movimenti di camera alla Murnau fecero da esempio per i registi del cinema moderno, da Alfred Hitchcock a Brian De Palma. 
Le scenografie virtuali dell'effetto Schüfftan sono alla base dei mondi virtuali e sono il diretto antenato dell'odierno blue screen. 
Dal punto di vista del contenuto è facile riscontrare le analogie tra le storie espressioniste e il moderno cinema horror, oppure la fantascienza di Metropolis, o ancora il rapporto tra esseri umani e umanoidi (Il Golem, Metropolis stesso), che compare anche in saghe moderne come Terminator, Alien o Blade Runner.